# Chlotrudis Awards/Bester Kurzfilm
Ab 2001 wurde bei den Chlotrudis Awards der Beste Kurzfilm geehrt. Ab 2002 gab es auch einen Publikumspreis. Seit 2010 werden diese Preise nicht mehr vergeben.
| Statistik                                     |                                                                            |
| Am häufigsten honorierter Regisseur           | —                                                                          |
| Am häufigsten nominierter Regisseur           | Jennifer Bae, Signe Baumane, James Brett & Patrick Smith (2 Nominierungen) |
| Am häufigsten nominierter Regisseur ohne Sieg | Jennifer Bae, Signe Baumane, James Brett & Patrick Smith (2 Nominierungen) |

## Ausgezeichnete Regisseure
| Jahr | Preisträger                                               | Film                                | Weitere Nominierte |
| ---- | --------------------------------------------------------- | ----------------------------------- | --- |
| 2001 | Kandeyce Jorden                                           | Undone                              | Anne Misawa für Waking Mele M. George Stevenson für But Enough About Me... James Brett für Deadtime Jennifer Bae für The Final Flicker Thouly Dosios für Grey Fruit Jennifer Bae für Home |
| 2002 | Jeff Wadlow Publikumspreis: Jeff Wadlow                   | The Tower of Babble                 | Deborah Vancelette für Blink Andrew Bloch für Sunday Petr Zahrádka für The Hero (Hrdina) Jana Sinyor für A Man of Substance Signe Baumane und Josh Rechnitz für Natasha Greg Chwerchak für The Quarry Jennifer Derwingson für Roadside Assistance Sajit Warrier für Shoofly Johnny O’Reilly für The Terms Marc Beurteaux für Tous les Deux Michael Blank für Waldemar            |
| 2003 | E.S. Wochensky Publikumspreis: E.S. Wochensky             | Just Like Golf                      | David Zackin für Tunanooda Randall Good für Hannah Can't Swim James Brett für Earthquake Marzena Grzegorczyk für Faithful Meredith Root für Girl 24 Jennifer Campbell für Nine Paul Lee für The Offering Joe Pickett für Saving Human Lives Tricia Ward für Survival of the Fittest David Kittredge für Target Audience Thea St. Omer für A Touch of Tutelage                    |
| 2004 | Katie Fleischer Publikumspreis: Jesse Epstein             | Ban-Ban Wet Dreams and False Images | Zion Rubin für Blue Snow Liz Goldberg und Warren Bass für Beat Box Philly Dan Huber und Alex Kang für Career Suicide Ellen Brodsky und Dunya Alwan für Dental Farmer Asitha Ameresekere für in sight Jason Dunn für Robert Rumpus Cruz Angeles für The Show Joey Kan für Tomato Love Emily Susanne Dodge für Two by Two Christina Spangler für Unearthed Signe Baumane für Woman |
| 2005 | Justin Fielding Publikumspreis: Justin Fielding           | Dwaine's Big Game                   | Ronnie Cramer für Highway Amazon Massimiliano Mauceri für Once Upon a Time There Was a King Kirill Davidoff für The Cry Justin Swibel für Fault Kramer O’Neil für Jane Doe John Jameson für Out and About Jason Di Rosso für Stray Heart Nisa Rauschenberg für Tico Tico Anna Sikorski für A Troublesome Desire                                                                  |
| 2006 | Ronan Burke und Rob Burke Publikumspreis: Matthew Lessner | Jellybaby Darling Darling           | Sara Ann Rashad für Tahara Peter Bertoli für Disposition Ethan Mayer Smith für Expats Patrick Smith für Handshake Kyja Kristjana Kristjansson-Nelson für Landslag Karen Dee Carpenter für My Scarlett Letter Geva Patz für Thug Gary Miller für Tom-cat |
| 2007 | Ellen Lake Publikumspreis: Christian Remde                | Trina's Collections The Wine Bar    | Bruce Knapp für Almanac James Anderson und Robert Postrozny für Forgetting Betty Todd Davis für In the Tradition of My Family Claire Fowler für Portrait As Patrick Smith für Puppet Christopher Kenworthy für Some Dreams Come True Nick J. Palmer für Sounds Sean Ascroft für The Story of Bubbleboy Bryan Nest für Til Death Do Us Part                                       |
| 2008 | Maria Gigante Publikumspreis: Tara White und Lyn Eliot    | Girls Room Fish, but No Cigar       | Naveen Singh für 27,000 Days Kazik Radwanski für Assault Rita Blitt für Caught in Paint Josephine Mackerras für Diva Inger Lene Stordrange und Endre Kvia für Gnist (Spark) Anne Wallace für El Otro Lado Morgan Davidsen für Bringebær (Raspberries) Erik Gernand für Shop & Save Lindsey Shockley für The Truth About Faces                                                    |
| 2009 | Tim Cawley Publikumspreis: Marc Brummund                  | Well-Founded Concerns Land gewinnen | Adele Pham für Parallel Adele Kristal Williams-Rowley für Mind the Gap Car Nazzal für Entropy and Me Garrick Hamm für Lucky Numbers Mike Wilson für Space Charles Sommer für VIctoria |